# Roulado FC
Roulado FC is een Haïtiaanse voetbalclub uit Île de la Gonâve. De club werd opgericht op 1989. De club speelt anno 2021 in Championnat National.
Roulado Football Club de la Gonâve is een professionele voetbalclub. Het team promoveerde in 2014 naar de hoogste voetbaldivisie in Haïti. Ze speelt in twee stadions. Het eerste stadion (Parc Savil Dessain) bevindt zich op het platteland van het eiland, Het tweede stadion (Parc Tony Wolf) bevindt zich in Anse-à-Galets.